# 日本プロゴルフシニア選手権大会
日本プロゴルフシニア選手権大会（にほんプロゴルフシニアせんしゅけんたいかい）は、毎年開催されている日本のプロシニアゴルフ大会の1つ。

## 概要
PGAシニアツアーとしては日本シニアオープンと並ぶ大会であり、プロシニアゴルファー日本一を争う。優勝者には翌年の日本プロゴルフ選手権大会と全英シニアオープンの出場権が与えられる。2021年現在、賞金総額5000万円、優勝賞金1000万円。
2011年のみ福岡市に本社を置く健康食品などの通信販売を行っているエバーライフの特別協賛により、『皇潤CUP 日本プロゴルフシニア選手権大会』として開催された。2013年から2023年まで住友商事と同社グループで会場のサミットゴルフクラブ（茨城県石岡市）を運営するヤサト興産が特別協賛に就き、『日本プロゴルフシニア選手権大会 住友商事・サミットカップ』として開催。2024年からは円谷フィールズホールディングスが特別協賛となり、『日本プロゴルフシニア選手権大会 TSUBURAYA FIELDS HOLDINGS ULTRAMAN CUP』として開催、会場もイーグルポイントゴルフクラブ（茨城県阿見町）に移動した。

## 出場資格
- JPGAツアーおよび日本ゴルフツアーで永久シード者
- 海外シニアメジャー大会の優勝者
- 前年度PGAシニアツアー賞金ランキング上位30名
- 過去3年間のPGAシニアツアー賞金ランク1位
- 過去1年間のPGAシニアツアー競技優勝者
- 前年PGAシニアツアー予選会上位
- 過去3年間の優勝者
- 前年度本大会5位までの者
- 日本プロ選手権予選通過者
- 日本プロゴルフ協会の特別承認者

## 歴代優勝者
| 開催年 | 優勝者           |        | 開催年               | 優勝者 |                        | 開催年 | 優勝者 |
| 1962年 | 寺本金一         | 1991年 | 石井裕士             | 2020年 | 中山正芳               |        |        |
| 1963年 | 上田悌造         | 1992年 | 杉原輝雄             | 2021年 | 立山光広               |        |        |
| 1964年 | 上田悌造         | 1993年 | 内田繁               | 2022年 | プラヤド・マークセン   |        |        |
| 1965年 | 石井治作         | 1994年 | 内田繁               | 2023   | タマヌーン・スリロット |        |        |
| 1966年 | 戸田藤一郎       | 1995年 | 杉原輝雄             | 2024   | 増田伸洋               |        |        |
| 1967年 | 戸田藤一郎       | 1996年 | 中島弘二             |        |                        |        |        |
| 1968年 | 戸田藤一郎       | 1997年 | 寺本一郎             |        |                        |        |        |
| 1969年 | 戸田藤一郎       | 1998年 | 金井清一             |        |                        |        |        |
| 1970年 | 戸田藤一郎       | 1999年 | 上野忠美             |        |                        |        |        |
| 1971年 | 小針春芳         | 2000年 | 高橋勝成             |        |                        |        |        |
| 1972年 | 戸田藤一郎       | 2001年 | 宮本康弘             |        |                        |        |        |
| 1973年 | 中村寅吉         | 2002年 | 陳志明               |        |                        |        |        |
| 1974年 | 石井迪夫         | 2003年 | 藤池昇龍             |        |                        |        |        |
| 1975年 | 小針春芳         | 2004年 | 福沢孝秋             |        |                        |        |        |
| 1976年 | 中村寅吉         | 2005年 | 室田淳               |        |                        |        |        |
| 1977年 | 石井朝夫         | 2006年 | 中嶋常幸             |        |                        |        |        |
| 1978年 | 石井哲雄         | 2007年 | 尾崎健夫             |        |                        |        |        |
| 1979年 | 藤井義将         | 2008年 | 渡辺司               |        |                        |        |        |
| 1980年 | 藤井義将         | 2009年 | 室田淳               |        |                        |        |        |
| 1981年 | 陳清波           | 2010年 | 加瀬秀樹             |        |                        |        |        |
| 1982年 | 佐藤精一         | 2011年 | 金鍾徳               |        |                        |        |        |
| 1983年 | 陳健義           | 2012年 | 室田淳               |        |                        |        |        |
| 1984年 | 謝永郁           | 2013年 | 渡辺司               |        |                        |        |        |
| 1985年 | 張春発           | 2014年 | 尾崎直道             |        |                        |        |        |
| 1986年 | 橘田規           | 2015年 | 室田淳               |        |                        |        |        |
| 1987年 | 内田袈裟彦       | 2016年 | プラヤド・マークセン |        |                        |        |        |
| 1988年 | チチ・ロドリゲス | 2017年 | 盧建順               |        |                        |        |        |
| 1989年 | 杉原輝雄         | 2018年 | 米山剛               |        |                        |        |        |
| 1990年 | 金井清一         | 2019年 | 白潟英純             |        |                        |        |        |

## テレビ中継
- 2023年大会からBSデジタル放送のBSフジにて4日間すべて放送されている。初日・2日目は録画、3日目・最終日は生中継。またゴルフネットワークのとことん1番ホール生中継（スカパー!・ケーブルテレビ向け）にも3・4日目の序盤を生中継している